# China Energy Investment

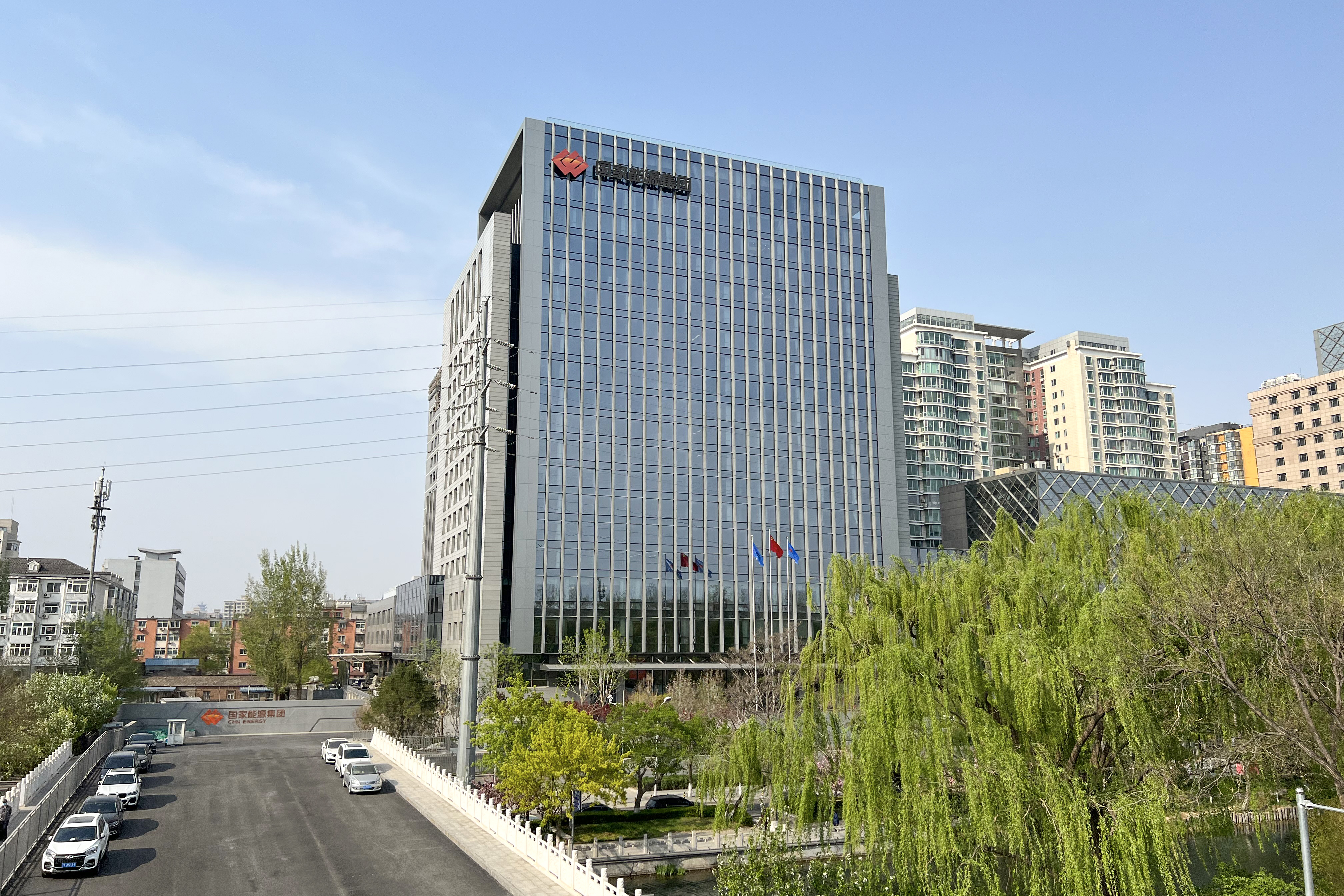
CHN-ENERGY

Die China Energy Investment Corporation (chinesisch 國家能源投資集團有限責任公司 / 国家能源投资集团有限责任公司, Pinyin Guójiā Néngyuán Tóuzī Jítuán Yǒuxiàn Zérèn Gōngsī) ist ein staatseigenes Bergbau- und Energieunternehmen, welches von der Kommission zur Kontrolle und Verwaltung von Staatsvermögen des Staatsrates der Volksrepublik China verwaltet wird. Mit einem Umsatz von über 112 Milliarden US-Dollar lag es 2023 auf Rang 84 der weltgrößten Unternehmen.

## Geschichte
Das Unternehmen entstand am 28. August 2017 aus der staatlich beaufsichtigten Fusion der beiden Unternehmen China Guodian Corporation und China Shenhua Energy. Die Shenhua-Gruppe wurde zur China Energy Investment Corporation restrukturiert und übernahm die China Guodian Corporation, woraus das weltweit größte Energieunternehmen nach installierter Leistung sowie der größte Erzeuger von Wind- und Kohlestrom entstand.

## Geschäftsaktivitäten
Das Unternehmen fördert, verarbeitet und verkauft hauptsächlich Steinkohle, Braunkohle, Koks und andere Kohleprodukte. China Energy Investment betreibt daneben auch Stromerzeugung, Eisenbahntransport, Schifffahrt und andere Geschäfte. Inzwischen hat das Unternehmen auch begonnen in erneuerbare Energien zu investieren.